# Hadronyche formidabilis
Hadronyche formidabilis is een spinnensoort uit de familie Atracidae. De soort komt voor in Queensland en New South Wales.